# Poreč Trophy Ladies
Le Poreč Trophy Ladies est une course cycliste féminine croate. Créée en 2023, elle fait partie du calendrier en catégorie 1.2. Elle se tient le même jour que la course masculine.

## Historique
Le parcours est inchangé lors des trois premières éditions : il s'agit d'un parcours d'une centaine de kilomètres entre Poreč et Tar, dans la région de l'Istrie.
En 2023, Yanina Kuskova l'emporte au sprint devant Lara Gillespie. L'année suivante, une scission a lieu dans le peloton en début de course : une vingtaine de coureuses se jouent la gagne et Petra Zsankó s'impose devant Elisabeth Ebras.

## Palmarès
| Année | Vainqueur      | Deuxième        | Troisième     |
| ----- | -------------- | --------------- | ------------- |
| 2023  | Yanina Kuskova | Lara Gillespie  | Urša Pintar   |
| 2024  | Petra Zsankó   | Elisabeth Ebras | Urša Pintar   |
| 2025  | Manon De Boer  | Malwina Mul     | Varvara Fasoi |